# Jacobsdorf
Jacobsdorf è un comune di 1 883 abitanti del Brandeburgo, in Germania.

Appartiene al circondario dell'Oder-Sprea ed è parte della comunità amministrativa dell'Odervorland.

## Storia
Nel 2003 venne aggregato al comune di Jacobsdorf il soppresso comune di Sieversdorf.

## Geografia antropica

### Suddivisioni amministrative
Il territorio comunale si divide in 4 zone, corrispondenti al centro abitato di Briesen e a 3 frazioni (Ortsteil):
- Jacobsdorf (centro abitato)
- Petersdorf
- Pillgram
- Sieversdorf[senza fonte]